# 引退馬協会
認定特定非営利活動法人 引退馬協会（いんたいばきょうかい、英：The Retired Horse Association）は、千葉県香取市に本部を置く認定特定非営利活動法人（認定NPO法人）である。

## 概要
引退した競走馬や繁殖馬を「フォスターホース」として受け入れる、東日本大震災で被災した馬の支援、グッズ販売などの活動を行っている。その他に「引退馬ネット事業」も行っている。
活動資金はフォスターホースを支援する「フォスターペアレント」の会費や「バースデードネーション」（誕生日に行う寄付）、寄付などで賄われている。

## 沿革
- 1997年11月 - 前身となるイグレット軽種馬フォスターペアレントの会が設立[6]。
- 1998年 - フォスターホースの第1号としてグラールストーン（ナイスネイチャの半弟、母がウラカワミユキ[8]）が受け入れられた[6][9]。
- 2005年 - 引退馬ネット事業を開始[6]。
- 2011年 - NPO法人 引退馬協会 設立[6]、再就職支援プログラム（旧称・フォローアッププログラム）を開始[10]。
- 2013年 - 認定NPO法人 認証[6]。
- 2015年 - トウショウ牧場が閉場した際にトウショウオリオン、マザートウショウをフォスターホースとして受け入れた[11]。
- 2017年 - バースデードネーションを開始[12][13]。活動について書かれた倉橋燿子によるノンフィクション『生きているだけでいい! 馬がおしえてくれたこと』が刊行される[14]。
- 2021年 - スマートフォン向けゲームの『ウマ娘 プリティーダービー』の影響でナイスネイチャにバースデードネーションの寄付が3500万円超集まり話題となった[4][15][16]（詳細はウマ娘 プリティーダービー#その他も参照）。またその寄付により引退馬協会では初となる日本国内での競走実績のない馬（マンダララ）の受け入れが行われた[17][18]。

## 主なフォスターホースとサポートホース
Wikipediaにページのある馬を掲載（その他の馬についてなどの詳細は出典参照のこと）。2025年4月23日現在。

### フォスターホース

#### 現在のフォスターホース
- アサクサデンエン
- アポロティアモ
- クラリティスカイ
- グランドボヌール
- クレスコグランド
- サチノスイーティー
- ザッツザプレンティ
- スズカコーズウェイ
- ソリストサンダー
- ダノンシャーク
- ディープスカイ
- テイエムプリキュア
- ナムラタイタン
- ハギノハイブリッド
- バトルプラン
- メイショウドトウ
- メイショウボーラー
- モルトベーネ
- ライラプス
- ルックトゥワイス
- ローズプリンスダム

#### かつてのフォスターホース
- オースミコスモ
- セイクリムズン
- キョウエイボーガン
- アサヒライジング
- プリサイスエンド
- エイシンルーデンス
- タイキシャトル
- タイキポーラ
- タイキフォーチュン
- スキャン
- エイシンバーリン
- エリモシック
- ナイスネイチャ
- メイショウサムソン

### サポートホース

#### 現在のサポートホース
- エスケープハッチ
- ハルウララ
- ツルマルツヨシ
- ビッグゴールド

#### かつてのサポートホース
- ブライアンズロマン
- オリオンザサンクス
- フジヤマケンザン
- ネーハイシーザー

## 著書
- 馬の命を守れ!〜引退馬協会活動記録〜（自費出版、2016年11月15日）[21][22]

## 関連書籍
- 倉橋燿子『生きているだけでいい! 馬がおしえてくれたこと』講談社青い鳥文庫、2017年、ISBN 978-4-06-285658-4

## その他
- 過去には「引退馬協会○○（馬名など）」と称したレースが行われた[23]。
- 関連する施設として「乗馬倶楽部イグレット[9][注 1]」がある。